# Thẩm Đan Dương
Thẩm Đan Dương (tiếng Trung giản thể: 沈丹阳, bính âm Hán ngữ: Shěn Dānyáng, sinh tháng 2 năm 1965, người Hán) là chuyên gia thương mại quốc tế, chính trị gia nước Cộng hòa Nhân dân Trung Hoa. Ông là Ủy viên dự khuyết Ủy ban Trung ương Đảng Cộng sản Trung Quốc khóa XX, hiện là Thường vụ Tỉnh ủy Hải Nam, Phó Bí thư Đảng tổ, Phó Tỉnh trưởng thường vụ Hải Nam. Ông từng là Người phát ngôn Bộ Thương mại Trung Quốc.
Thẩm Đan Dương là đảng viên Đảng Cộng sản Trung Quốc, học vị Cử nhân Thương mại quốc tế, Tiến sĩ Kinh tế học, chức danh Nghiên cứu viên ngành kinh tế. Ông có sự nghiệp dành nhiều thời gian cho ngành thương mại quốc tế, là nhà nghiên cứu kinh tế nổi tiếng của Trung Quốc trước khi tham gia chính trường.

## Xuất thân và giáo dục
Thẩm Đan Dương sinh vào tháng 2 năm 1965 tại huyện Chiếu An, nay thuộc địa cấp thị Chương Châu, tỉnh Phúc Kiến, Cộng hòa Nhân dân Trung Hoa. Ông lớn lên và tốt nghiệp cao trung ở Chiếu An, thi cao khảo vào năm 1981 và đỗ Đại học Hạ Môn, tới thành phố này nhập học hệ mậu dịch đối ngoại từ tháng 9 cùng năm và tốt nghiệp chuyên ngành này vào tháng 7 năm 1985. Sau đó 6 năm, ông trở lại trường làm nghiên cứu sinh tại chức ở Trường Kinh tế của Hạ Đại, nhận bằng Thạc sĩ Thương mại quốc tế vào tháng 12 năm 1993. Từ tháng 9 năm 1999, ông là nghiên cứu sinh sau đại học ở hệ tài chính công của Hạ Đại, trở thành Tiến sĩ Kinh tế học vào tháng 7 năm 2002. Thẩm Đan Dương được kết nạp Đảng Cộng sản Trung Quốc vào tháng 6 năm 1985, khi là sinh viên năm cuối của Đại học Hạ Môn.

## Sự nghiệp

### Thương mại quốc tế
Tháng 7 năm 1985, sau khi tốt nghiệp Hạ Đại, Thẩm Đan Dương được nhận vào công tác ở Văn phòng Quốc vụ viện, xuất phát điểm là cán bộ, từng được điều điều tới Vô Tích của Giang Tô làm cán bộ cấp phó khoa trưởng của Ủy ban Kinh tế thương mại đối ngoại của địa cấp thị này, biệt phái kiêm nhiệm làm Phó Giám đốc Công ty Xuất nhập khẩu sản phẩm thủ công mỹ nghệ hạng nhẹ của Vô Tích từ tháng 5 năm 1988 đến tháng 5 năm 1999. Sau khi trở lại Bắc Kinh từ Vô Tích, ông được điều chuyển làm cán bộ Cục Thư ký thứ 2 của Sảnh Văn phòng Quốc vụ viện, lần lượt là Bí thư thứ Hai, Bí thư thứ Nhất, ngạch công vụ viên cấo phó xứ từ tháng 3 năm 1993 rồi chính xứ từ tháng 1 năm 1996.
Cũng đầu năm 1996, Thẩm Đan Dương được điều về quê nhà Phúc Kiến, tới Hạ Môn nhậm chức Phó Chủ nhiệm Ủy ban Phát triển thương mại của thành phố, sau đó kiêm nhiệm thêm là Chủ nhiệm Trung tâm Xúc tiến đầu tư quốc tế Hạ Môn Trung Quốc từ tháng 3 năm 2000. Sau đó 1 năm, ông được bầu là Hội trưởng Phân hội Xúc tiến thương mại Hạ Môn, thăng cấp phó cục từ tháng 6 trong năm này. Sang tháng 3 năm 2003, ông được điều trở lại trung ương, phân vào Bộ Thương mại làm Phó Viện trưởng Viện nghiên cứu Hợp tác kinh tế thương mại quốc tế của bộ, giữ vị trí này trong 5 năm thì chuyển chức làm Phó Chủ nhiệm Sảnh Văn phòng bộ. Tháng 12 năm 2010, ông được bổ nhiệm làm Cục trưởng Cục Thư ký đại biểu đàm phán thương mại quốc tế, vẫn kiêm nhiệm là Phó Chủ nhiệm Sảnh Văn phòng bộ, đến tháng 4 năm 2014 thì chuyển vị trí làm Chủ nhiệm Văn phòng nghiên cứu Chính sách của bộ. Ông cũng là Người phát ngôn Bộ Thương mại từ tháng 8 năm 2011.

### Hải Nam
Tháng 7 năm 2018, Thẩm Đan Dương được điều về Hải Nam, nhậm chức Phó Tỉnh trưởng, Thành viên Đảng tổ Chính phủ Nhân dân tỉnh Hải Nam. Đến ngày 23 tháng 3 năm 2021, ông được bầu vào Ủy ban Thường vụ Tỉnh ủy Hải Nam, phân công làm Phó Bí thư Đảng tổ Chính phủ tỉnh, và là Phó Tỉnh trưởng thường vụ Hải Nam, kiêm Chủ nhiệm Văn phòng Ủy ban Công tác Cảng thương mại tự do Tỉnh ủy. Cuối năm 2022, ông là đại biểu của đoàn Hải Nam dự Đại hội Đảng Cộng sản Trung Quốc lần thứ XX. Trong quá trình bầu cử tại đại hội, ông được bầu là Ủy viên dự khuyết Ủy ban Trung ương Đảng Cộng sản Trung Quốc khóa XX.

## Khoa học và xã hội
Trong những năm công tác ở các cơ quan trung ương và địa phương về ngành thương mại quốc tế, Thẩm Đan Dương đã tham gia nghiên cứu khoa học về kinh tế và thương mại quốc tế. Ông được phong chức danh khoa học cao nhất của Trung Quốc là Nghiên cứu viên, bên cạnh đó, có nhiều vị trí xã hội khác như chuyên gia đặc biệt về xúc tiến thương mại quốc tế, về điều hành và điều tiết thị trường của Bộ Thương mại; Ủy viên Ủy ban Xúc tiến Thương mại Quốc tế Trung Quốc; Phó Hội trưởng thường vụ Hiệp hội Nghiên cứu Kinh tế Triển lãm Trung Quốc; Lý sự Hiệp hội Thương mại Quốc tế Trung Quốc; Lý sự thường vụ Hiệp hội Hợp tác Kinh tế Quốc tế Trung Quốc; chuyên gia của Hội Liên hiệp Thương mại Trung Quốc. Ngoài ra, ông còn là cố vấn của tạp chí Foreign Investment in China, World Market. Năm 2007, với tư cách là một trong 9 chuyên gia trong lĩnh vực kinh tế và xã hội học, ông được mời tham gia hội nghị chuyên đề "Báo cáo công tác chính phủ" do Tổng lý Ôn Gia Bảo chủ trì. Thẩm Đan Dương có nhiều công trình nghiên cứu kinh tế, trong đó gồm những tác phẩm nổi tiếng là:
- Thẩm Đan Dương (2001).  对台贸易手册 [Cẩm nang thương mại đối với Đài Loan] (bằng tiếng Trung). Bắc Kinh: Kinh tế thương mại đối ngoại Trung Quốc. ISBN 7800048667.
- Thẩm Đan Dương (2005).  财政性出口促进政策研究 [Nghiên cứu chính sách thúc tiến xuất khẩu tính tài chính] (bằng tiếng Trung). Bắc Kinh: Khoa học kinh tế. ISBN 9787505847873.
- Thẩm Đan Dương (2007).  商务促进与中国商务发展 [Phát triển thương mại Trung Quốc và xúc tiến thương mại] (bằng tiếng Trung). Bắc Kinh: Thương mại Trung Quốc. ISBN 9787801818089.
- Thẩm Đan Dương (2008).  城市、政府与中国会展经济 [Kinh tế hội lãm Trung Quốc và chính phủ, thành thị] (bằng tiếng Trung). Bắc Kinh: Thương mại Trung Quốc. ISBN 9787801818225.
- Thẩm Đan Dương (2008).  中国会展经济前沿理论与改革思考 [Cải cách tư duy và lý luận vùng biên kinh tế hội lãm Trung Quốc] (bằng tiếng Trung). Bắc Kinh: Thương mại Trung Quốc. ISBN 9787801818546.